# Fany Kammerlander

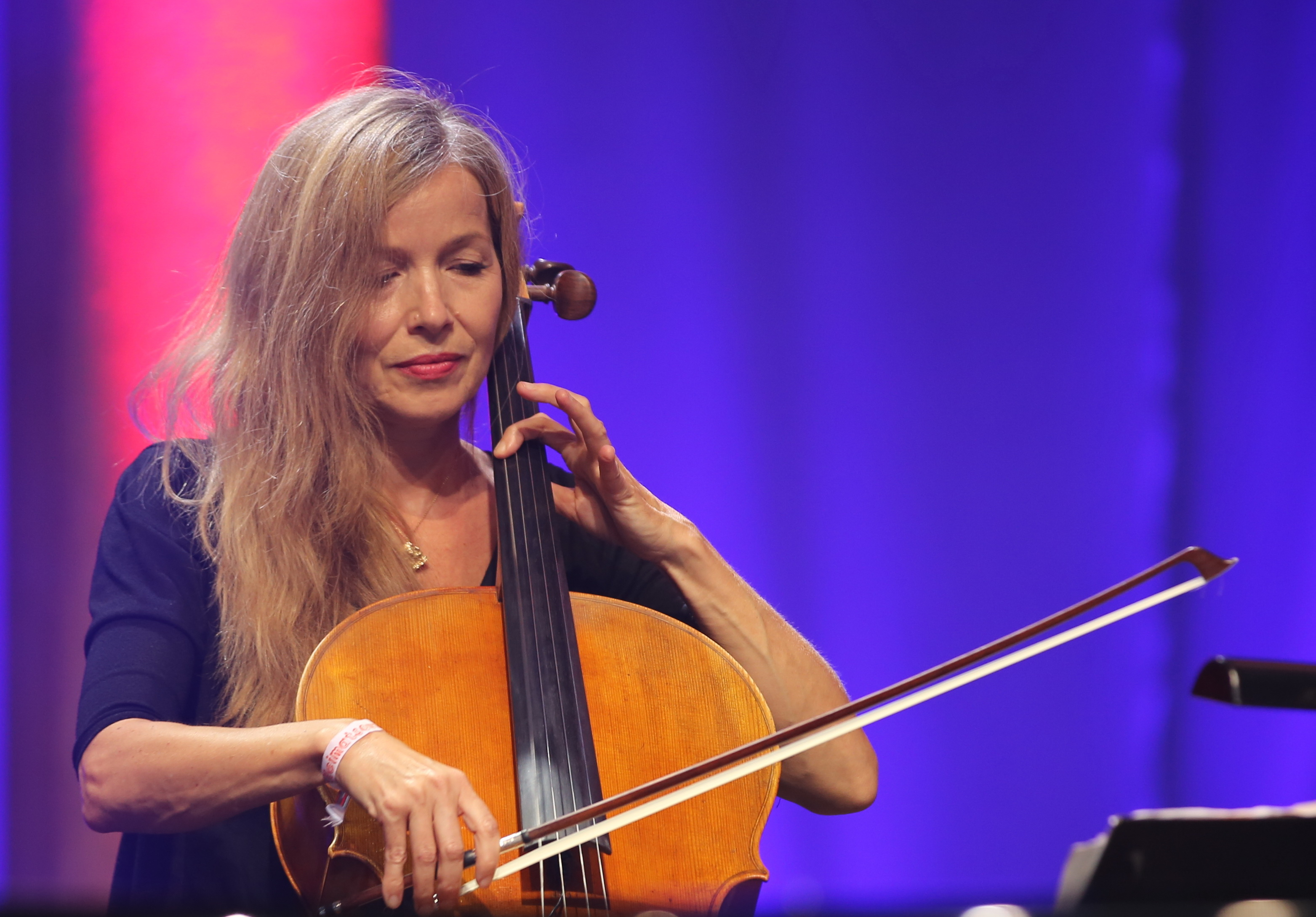
Fany Kammerlander (2016)

Fany Kammerlander (* 1967 in Frankfurt am Main) ist eine deutsche Cellistin.

## Leben
Kammerlander besuchte das musische Ignaz-Günther-Gymnasium in Rosenheim und erhielt privaten Cellounterricht bei Peter Besig (Solo-Cellist am Gärtnerplatztheater München). 1985 begann sie ihr Musikstudium am Richard-Strauss-Konservatorium München bei Jan Polasek, das sie 1990 mit einem Musikreife-Diplom abschloss. An der Musikhochschule Würzburg machte sie ein Aufbaustudium.
1991 wurde sie festes Mitglied der Musik-Comedy-Gruppe Cello-Mafia, die ab 2009 in einer neuen Formation unter Chili con Cello auftrat. Seit 2003 schreibt, spielt und tourt Kammerlander für und mit der Singer-Songwriterin Gudrun Mittermeier in der Band Somersault.
Neben Gastengagements in Orchestern wie dem Bayrischen Rundfunk-Sinfonie-Orchester München und den Münchner Philharmonikern arbeitet Kammerlander als Studio-Cellistin für verschiedene Musik- und Filmprojekte. Festes Mitglied wurde sie in dieser Zeit auch in den Ensembles Rossini-Quartett, Jazz-Salon-Ensemble La Rose Rouge und Trio Faro.
2011 und 2012 folgten zwei Europatourneen mit der Rockgruppe Deep Purple und eine Deutschland/Polen-Tournee mit Peter Gabriel und seinem New Blood-Orchester.
Im Studio und live arbeitete sie als Solo-Cellistin mit Künstlern wie Willi Astor, Martin Kälberer und Werner Schmidtbauer, Michael Bublé, Jakob Brass, Stefanie Heinzmann, Yvonne Catterfeld und den Bananafishbones. 2013 nahm sie am Benefizprojekt  Cpt. Nepomuk’s Friendly Heart Choir Club zugunsten der Betroffenen der Hochwasser in Bayern im Mai und Juni 2013 teil.
2014 entstand eine tiefe musikalische Verbundenheit mit dem Liedermacher Konstantin Wecker. Seit seiner 40-Jahre-Wahnsinn-Tournee begleitet sie ihn auf seinen Konzerten und Tourneen am Cello.
Seit 2012 arbeitet Fany Kammerlander als Music Director für die Bar Gabanyi in München.
Mit Jo Barnikel und Norbert Nagel tourt sie seit 2021  als Trio Sfera.

## Auszeichnungen
- 1994 Kulturförderpreis der Stadt München

## Diskografie
- 2004: Faro (mit Robert Wolf)
- 2016: Ohne Warum – live (Konstantin Wecker)
- 2017: Poesie und Widerstand (Konstantin Wecker)
- 2018: Sage Nein! Antifaschistische Lieder 1978 bis heute (Konstantin Wecker)
- 2018: Baltasound (mit Martin Kälberer)
- 2020: Poesie in stürmischen Zeiten (Konstantin Wecker)
- 2021: Utopia (Konstantin Wecker)
- 2024: Female (Stefanie Boltz)